# Guerra dell'Ogaden
La guerra dell'Ogaden fu un conflitto combattuto nel 1977 tra la Somalia e l'Etiopia per il possesso della regione omonima abitata in prevalenza da somali.
Questo scontro, apparentemente circoscritto al Corno d'Africa, rientrò invece nell'orbita della Guerra Fredda: il Derg (giunta comunista etiope) venne appoggiata da tre stati a governo marxista mentre il progetto di creazione della "Grande Somalia" di Siad Barre ottenne il beneplacito degli Stati Uniti d'America.
L'Etiopia raggiunse la vittoria grazie al contributo decisivo degli efficienti contingenti militari inviati da Cuba e alla presenza di numerosi consiglieri militari forniti dall'Unione Sovietica, guidati dal generale Vasilij Ivanovič Petrov. Ancora oggi l'Ogaden si trova sotto la giurisdizione di Addis Abeba, col nome di Regione dei Somali; esistono tuttavia focolai di resistenza, i nazionalisti dell'Ogadēn chiamano la regione Ogadēnia e dichiarano che essa è una nazione distinta sotto occupazione etiope.

## Il protettorato britannico e Selassie I
Nel 1948 la Gran Bretagna, che aveva mantenuto il protettorato sulla Somalia britannica e sull'ex Somalia italiana, cedette all'Etiopia le regioni dell'Haud e dell'Ogaden, sulla base di un Trattato del 1897 con l'Imperatore etiope Menelik II in cambio del suo aiuto contro le incursioni dal clan somali. L'Etiopia, tuttavia, non rispettò la clausola di garantire un'ampia autonomia alla maggioranza somala della regione.
Nel 1974, in Etiopia, una giunta militare, il Derg, depose l'Imperatore Haile Selassie I e creò un regime socialista, con a capo, dopo un graduale e spietato regolamento interno dei conti, Menghistu Hailè Mariàm.
Come in Etiopia, il governo della vicina Somalia, era appoggiato dall'Unione Sovietica, tuttavia il presidente Siad Barre ruppe l'intesa con Mosca per sfruttare le difficoltà interne etiopi e progettare l'annessione dell'Ogaden nell'ambito della creazione della "Grande Somalia".

## L'invasione somala
Il 13 luglio 1977 l'esercito somalo invase l'Ogaden con 70 000 uomini,  40 aerei da combattimento, 250 carri armati, 350 veicoli corazzati e 600 pezzi di artiglieria. Nonostante le pesanti perdite subite, i somali raggiunsero il controllo di oltre il 60% della regione in meno di un mese.

Dopo un inutile tentativo di mediazione, l'URSS decise di prendere le parti dell'Etiopia, interrompendo ogni aiuto al regime di Siad Barre, rinforzando le forniture militari all'Etiopia, inviando i suoi consiglieri militari guidati dal futuro Maresciallo dell'Unione Sovietica Petrov. Cuba inviò 15 000 soldati. Anche la Repubblica Democratica Popolare dello Yemen, la Corea del Nord e la Germania Est fornirono il loro aiuto all'Etiopia.
Non tutti gli stati comunisti si schierarono con l'Etiopia. A causa della rivalità cino-sovietica, la Cina sostenne diplomaticamente e con aiuti militari la Somalia. La Romania di Nicolae Ceaușescu mantenne buoni rapporti diplomatici con Siad Barre. Gli Stati Uniti colsero l'occasione per un riavvicinamento con la Somalia.

## La battaglia di Dire Daua
Tra il 17 e il 19 agosto, un violentissimo scontro si svolse alle porte di Dire Daua. La posta in gioco era molto alta, la città ospitava la seconda base aerea del paese e rappresentava il nodo ferroviario principale per i collegamenti verso il Mar Rosso. Alla fine l'esercito etiope riuscì a fermare l'assalto somalo.
A metà settembre, l'esercito somalo inflisse una dura sconfitta a quello avversario nel corso della prima battaglia di Giggiga, con circa 5 500 morti tra i militari e una serie di atrocità commesse contro i civili di entrambe le popolazioni. Alla fine di settembre i somali controllavano il 90% dell'Ogaden.

## Il contrattacco cubano-etiopico e la fine

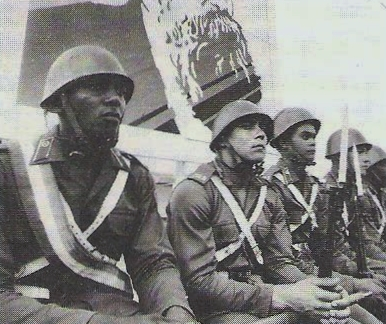
I reparti cubani ebbero un ruolo decisivo nella vittoria finale dell'Etiopia.

Nonostante gli insuccessi iniziali, il governo etiope riuscì a riformare un esercito di circa 100 000 soldati; Cuba intervenne inviando 12 000 soldati di truppe scelte e l'Unione Sovietica organizzò il trasporto aereo di armi ed equipaggiamenti, inoltre trasferì oltre 1 000 consiglieri militari guidati dal generale Petrov che prese la direzione delle operazioni.
Dall'ottobre 1977 al gennaio 1978 l'esercito somalo cercò di prendere possesso della città di Harar, ma gli etiopi resistettero all'urto. Il contrattacco dei soldati cubani e etiopi cominciò a febbraio, lo scontro decisivo fu la seconda battaglia di Giggiga, il 5 marzo 1978. In soli due giorni i somali persero 3 000 uomini e furono costretti ad abbandonare la città. Con il crollo delle difese somale, gli etiopi recuperarono in pochi giorni il controllo della regione. Siad Barre ordinò il ritiro delle truppe il 9 marzo, ritiro completato il 15.